# Friedhof Grötzingen

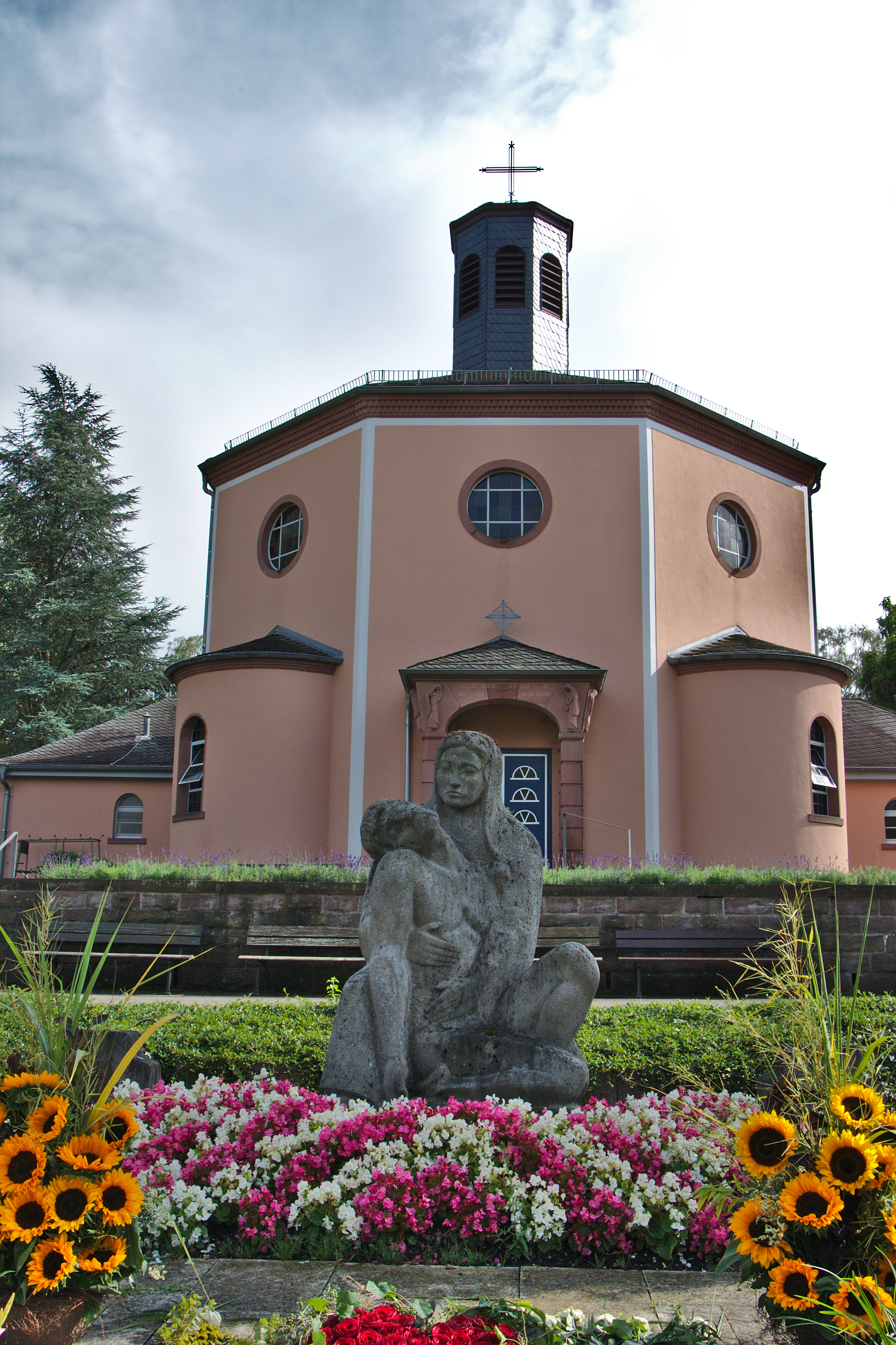
Friedhofskapelle, davor Skulptur der Pieta von Karl Seckinger

Der Friedhof Grötzingen ist eine Friedhofsanlage im östlich gelegenen Stadtteil Grötzingen der Stadt Karlsruhe in Baden-Württemberg. Der Friedhofsbereich besitzt eine ungefähre Größe von zwei Hektar und wurde im Stile eines Parkfriedhofs angelegt.

## Geschichte
Erste Funde, die auf eine Begräbnisstätte schließen, lassen sich bis in das 10. Jh. nachweisen. In dieser Zeit wurde die Ortschaft Grötzingen zum ersten Mal als Besitztum des Klosters Weißenburg im Elsass urkundlich erwähnt. Auf Grund von archäologischen Ausgrabungen ließen sich jedoch Grabfunde nachweisen, die noch älteren Datums als die der Ortsgründung sind.
Unweit der evangelischen Stadtkirche von Grötzingen, die in der späten Hälfte des 13. Jh. erbaut wurde, lag hinter deren Pfarrhaus ein Friedhofsbereich. Dieser Friedhof wurde bis zu seiner Schließung im Jahre 1924 genutzt. Auf diesem befinden sich heute noch zwölf zum Teil erhaltene Grabsteine.

## Heutiger Friedhof
Der heutige Friedhof wurde im Jahre 1916 angelegt, nachdem der zuvor genutzte alte Friedhof an der Grötzinger Stadtkirche zu klein wurde. Der heutige Friedhof wurde auf Grund des Ersten Weltkriegs allerdings erst im Jahre 1924 eröffnet. Im Jahre 1928 erhielt der Friedhof eine markante achteckige Friedhofskapelle nach den Plänen der Karlsruher Architekten Arthur Pfeifer und Hans Großmann. Die Stilelemente des Bauwerks sind dabei eine Mischung aus Jugendstil und Neoklassizismus. Die Kapelle ist ein Kulturdenkmal und steht seit dem Jahre 1993 unter Denkmalschutz. Vor der Kapelle befindet sich eine Pietà des Bildhauers Karl Seckinger aus dem Jahre 1970. Sie ist ein Mahnmal für die Opfer der beiden Weltkriege.

## Gräber bekannter Personen
Auf dem Friedhof in Grötzingen befinden sich die Grabstätten einiger bekannter Personen:
- Friedrich Kallmorgen (1856–1924), Maler und Gründer der Grötzinger Malerkolonie
- Margarethe Hormuth-Kallmorgen (1857–1916), Malerin
- Karl Seckinger (1897–1978), Bildhauer